# Раймс, Лиэнн
Маргарет Лиэнн Раймс Сибриан (англ. Margaret LeAnn Rimes Cibrian; род. 28 августа 1982 года) — американская исполнительница в стиле кантри, которая известна тем, что начала серьёзную музыкальную карьеру уже в 11 лет, а в 14 лет выиграла свою первую «Грэмми».

## Биография
В 15 лет Лиэнн записала поп-балладу Дайан Уоррен «How Do I Live», которая провела в Billboard Hot 100 больше времени, чем любая другая песня в исполнении певицы в истории — 69 недель (рекорд среди всех артистов побит в 2009-м году Джейсоном Мразом и его хитом «I’m Yours»). Это был первый мультиплатиновый сингл в истории кантри-музыки. Сингл стал № 4 за всю историю в итоговом юбилейном чарте «Hot 100 55th Anniversary» журнала Billboard, посвящённом 55-летию главного хит-парада США.
В октябре 2000 года вернулась на вершину хит-парадов США, Европы и Азии с другой песней Уоррен — «Can’t Fight the Moonlight», прозвучавшей в фильме «Бар „Гадкий Койот“». Песня добавила Раймс мировой популярности и укрепила её музыкальную карьеру. Вышедший в январе 2001 года альбом I Need You с песней «Can’t Fight the Moonlight» был распродан тиражом свыше 8 млн копий.
В октябре 2002 года Раймс выпустила альбом Twisted Angel, куда вошли такие синглы, как «Life Goes on» и «Suddenly». Ещё одним достижением Раймс стал выход успешного сингла «We Can», который стал саундтреком к фильму «Блондинка в законе 2». К 2003 году диск Twisted Angel разошёлся по всему миру тиражом в 3 млн копий.
1 декабря 2003 года, в возрасте 21 года, Раймс выпустила сборник лучших хитов. В феврале 2004 года сборник лучших хитов вышел в Великобритании, Франции, Германии, Италии, Японии, Швеции, Норвегии и во многих других странах.
В январе 2005 года у Лиэнн Раймс вышел новый студийный альбом This Woman, состоящих из таких синглов как «Nothin' 'bout Love Makes Sense», «Probably Wouldn’t Be This Way», «Something’s Gotta Give» and «Some People». Вслед за выпуском альбома, Лиэнн дала ряд сольных концертов в различных городах США. К 2006 году альбом This Woman распродался тиражом свыше 2 млн копий. Больше всего продаж пришлось на США, Великобританию и Германию. После этого Лиэнн записала и выпустила 2 сольных альбома — Whatever We Wanna (2006) и Family (2007). Оба альбома имели посредственный успех среди поклонников творчества Раймс. Продажа дисков была слабой и даже не достигла 1 млн копий.
В 2010 году Раймс выпустила ещё один сольный альбом, Lady & Gentlemen, и в 2012 вышел Spitfire.

## Дискография

### Альбомы
- Everybody's Sweetheart (1991)
- From My Heart to Yours (1992)
- Blue (1996)
- Unchained Melody: The Early Years (1997)
- You Light up My Life: Inspirational Songs (1997)
- Sittin' on Top of the World (1998)
- LeAnn Rimes (1999)
- I Need You (2001)
- God Bless America (2001)
- Twisted Angel (2002)
- Greatest Hits (2003)
- The Best of LeAnn Rimes (2004)
- What a Wonderful World (2004)
- This Woman (2005)
- Whatever We Wanna (2006)
- Family (2007)
- Lady & Gentlemen (2011)
- Spitfire (2013)
- Today Is Christmas (2015)
- Remnants (2016)

## Фильмография
- Holiday in Your Heart (1997)
- Days of Our Lives (1998)
- «Бар «Гадкий койот»» (2000)
- American Dreams (2003)
- Holly Hobbie and Friends: Christmas Wishes (2006)
- Good Intentions (2008)
- «Северное сияние» (2009)
- I Get That a Lot (2009)
- «По пути домой» (2011)
- It's Christmas, Eve (2018)